# Sin City
Sin City è una serie di storie a fumetti in bianco e nero realizzate da Frank Miller pubblicata negli Stati Uniti d'America inizialmente dalla Dark Horse e di genere noir. Tutte le storie si svolgono a Basin City, una città nota anche come Sin City, con personaggi ricorrenti e intrecci tra storie pur indipendenti tra di loro. La prima pubblicazione di una storia Sin City avviene sull'albo celebrativo Dark Horse Presents: Fifth Anniversary Special (aprile 1991). La serializzazione del primo arco narrativo avviene invece sulla serie regolare Dark Horse Presents tra maggio 1991 e il giugno 1992.
Dalle storie della serie sono stati tratti due lungometraggi cinematografici, Sin City (2005) e Sin City - Una donna per cui uccidere (2014). La serie, raccolta poi in volumi antologici, ha vinto numerosi premi come lo Eisner Award e l'Harvey Award.
Nel 2022 riprende la produzione di Sin City con l'arco narrativo Sin City 1858. Il nuovo volume non viene però pubblicato dalla Dark Horse ma da una nuova casa editrice fondata dallo stesso Miller e l'ex-editor e vice-presidente DC Comics Dan DiDio.

## Storia editoriale

### Contesto storico
Agli inizi degli anni novanta il mercato fumettistico si trova in piena espansione e vede il fiorire di case editrici indipendenti quali la Dark Horse Comics, la Valiant Comics e dal 1992 la Image Comics, l'evento che crea un terzo polo fumettistico e apre un'epoca. Una delle caratteristiche fondamentali di questa rivoluzione è la libertà creativa data agli autori e la possibilità di detenere diritti e proprietà delle opere create. Frank Miller, dopo essersi affermato nella decade precedente grazie alla Marvel e DC e i loro personaggi quali Batman e Spider-Man, intravede la possibilità di realizzare storie più personali e autoriali che non quelle del genere mainstream (ovvero quello dei super eroi) delle Big Two. Il presidente Dark Horse Mike Richardson gli concede piena libertà creativa e la possibilità di variare nei più svariati generi. Miller qui trova la possibilità di realizzare una storia di genere noir con influenze delle classiche crime story, disegnata in bianco e nero e che si trova contro corrente rispetto al tipo di fumetto più venduto ovvero quello d'azione con protagonisti super eroi ipertrofici, destinato a caratterizzare l'esplosione di vendite dei primi anni della Image il cui simbolo divengono gli Youngblood di Rob Liefeld, i Wildcats di Jim Lee e il cupo anti eroe Spawn di Todd McFarlane. Richardson scommette inizialmente su un'opera che appare fuori mercato in quanto i fumetti in bianco e nero avevano portato alla chiusura di diversi editori (cercavano di replicare il successo della serie in bianco e nero sulle Teenage Mutant Ninja Turtles) degli anni ottanta, inoltre deve andare incontro ad una politica vincente per la sua casa editrice e cioè la proposta di fumetti su franchise di successo quali quelli su Alien e Guerre stellari ed altri.  Inoltre il noir è un genere che non si allinea con i fumetti mainstream e più venduti aventi come protagonisti sgarcianti e ipertrofici super eroi. Ma lo stesso MIller aveva dimostrato che si potevano ottenere buone vendite anche al di fuori dei canoni dettati dal mercato. Prima di Sin City pubblica per Dark Horse e con discreto successo un'opera di forte critica sociale e antimilitarista quale Give Me Liberty con protagonista una povera ragazza afro-americana, reduce da un ospedale psichiatrico, che vive in un mondo distopico pieno di guerre e conflitti, spera di trovare rivalsa e uno scopo arruolandosi. Il primo albo vende 120 mila copie e si aggiuga un Eisner. Lo stesso anno (1990) realizza un'altra miniserie destinata a diventare di culto quale Hard Boiled. Il fumetto è disegnato con uno stile dettagliato e perticolareggiato da Geoff Darrow e ha come protagonista un uomo comune che scopre di essere un robot e si staglia in una rivoluzione contro l'umanità. L'opera arriva a vincere l'Eisner come miglior team d'autori (ovvero best writer e artist. In entrambe le opere i protagonisti si allontano dai canoni super eroistici e si sviluppano tematiche di critica politica, degrado sociale e anti militariste. Tali pubblicazioni persuadono Richardson a dare il via libera a Sin City e cercare altri fumetti d'autore che vadano ad alimentare una alternativa linea editoriale della sua casa editrice. Qui si trova l'embrione per la nascita dell'imprint Legend fortemente voluto da Miller e John Byrne per la produzione d'opere a fumetti alternative, creator-owned e che garantiscano piena libertà creativa. Al debutto dell'imprint nel 1994 le 2 opere di richiamo saranno proprio la seconda raccolta di Sin City A Dame to Kill for (novembre 1993) e John Byrne's Next Men numero 19 (ottobre 1993). All'inizio sono questi 2 autori e in particolare il milleriano Sin City a dare visibilità al logo Legend. Nel 1994 sono infatti Miller e Byrne a produrre gran parte del materiale per il neonato imprint. Miller pubblica la terza miniserie su Sin City The Big Fat Kill e il sequel a Give me Liberty, ovvero Martha Washington goes to War. La statura raggiunta dall'artista e la sua volontà di incrementare la produzione dell'etichetta tramite i contatti con altri autori porta Paul Chadwick a pubblicare per Legend la sua opera più recente su Concrete ovvero Killer Smile e all'arrivo di Madman Comics dell'autore di culto Mike Allred. Inoltre l'etichetta da spazio ad un autore quale Mike Mignola che con i fumetti della sua creazione Hellboy ha segnato il genere horror nei decenni successivi e formato un universo narrativo ancora in espansione.
Sin City si presenta quindi sia come un fumetto d'autore sia come un successo commerciale, al di fuori della produzione mainstream americana, capace di generare una nuova realtà editoriale in un mercato già saturo e vicino al collasso. Il successo di un'opera come Sin City era inaspettato ma ottiene il consenso dei lettori e il paluso della critica che gli conferisce tre Eisner Awards come Miglior graphic novel di materiale già edito, miglior disegnatore in bianco e nero, miglior autore completo ovvero autore di una storia sia come scrittore sia come disegnatore. Le vendite vanno oltre ogni aspettativa e il primo arco narrativo raccolto nel volume The Hard Goodbye necessita di 5 ristampe in un anno.
Queste prime storie pubblicate da Dark Horse sono state raccolte in sette volumi antologici tra il 1992 e il 2000:
- Un duro addio (The Hard Goodbye);
- Una donna per cui uccidere (A Dame to Kill For);
- Un'abbuffata di morte (The Big Fat Kill);
- Quel bastardo giallo (That Yellow Bastard);
- Affari di famiglia (Family Values);
- Alcol, pupe & pallottole (Booze, Broads, & Bullets);
- All'inferno e ritorno (Hell and Back).

### Ideazione e sviluppo
(Frank Miller in un'intervista del 2002 su The Comics Journal n.1)
La prima storia della serie apparve originariamente su Dark Horse Presents: Fifth Anniversary Special dell'aprile 1991, albo celebrativo della fondazione della Dark Horse nel 1986 per poi proseguire sulla rivista antologica della Dark Horse,  dal maggio 1991 a giugno 1992, con il titolo Sin City, serializzato in tredici parti. Dato l'immediato successo, il racconto è stato raccolto in volume con il titolo The Hard Goodbye, ottenendo molteplici ristampe per il successo ottenuto. Questo ha permesso all'autore di dedicarsi a questo suo nuovo universo neo-noir costruendolo tramite nuovi personaggi e contesti pubblicati come graphic novel, storie singole e miniserie. La dedizione di Miller e la passione dei lettori si è protratta per tutti gli anni novanta, superando anche il crash del mercato diretto nel biennio 1995/1996. L'interesse per la "città del peccato" e i suoi variopinti personaggi sono però diventati un fenomeno di culto per l'editoria e dopo due oltre decadi (nel 2022) dall'ultima storia inedita Miller ha realizzato un nuovo arco narrativo.
L'opera ha permesso all'autore di affrontare un altro genere a lui caro ovvero l'Hard boiled e di sperimentare a livello grafico. Le tavole risentono infatti di influenze dei manga giapponesi (quali Lone Wolf and Cub di cui realizza le copertine per la versione occidentale), del fumetto italiano d'avventura quale quello di  Hugo Pratt e quello della tradizione crime argentina, in particolar modo di Jose Munoz e Carlos Sampayo. Inoltre Miller continua a sperimentare ed evolvere lo stile e l'impostazione del suo fumetto attingendo sempre di più a prospettive e strutture delle vignette che ricordano diversi prodotti cinematografici. Dal punto di vista stilistico non vuole un'opera che risulti statica nella sua impostazione ma ad ogni nuovo volume di Sin City si può assistere ad un'evoluzione nei disegni delle tavole e ad una revisione della loro gabbia. L'evoluzione procede verso un dinamismo che arriva a distorcere i soggetti e le vignette e ad un aumento del contrasto espressionista. Si introducono anche elementi visivi totalmente nuovi come, ad esempio, la presenza di campionature monocromatiche, dopo che le prime storie erano state realizzate in un rigoroso bianco e nero.

### Trama
Le varie storie e personaggi che si incontrano o animano la fittizia città di Sin City vanno a formare un vasto affresco narrativo la cui pietra angolare è la stessa città del peccato che prende forma grazie alle loro vicissitudini. La collocazione storica non viene mai precisata in quanto si è all'interno di un contesto urbano contemporaneo che risente delle ambientazioni tipiche del genere neo-noir veicolate da suggestioni post-moderne e influenze della letteratura pulp.
Il primo arco narrativo introduce un iconico personaggio di nome Marv, schizofrenico borderline dalla corporatura imponente e modi rudi. Miller lo definisce un "Conana in Trench". Frequenta un club di spogliarelliste (il Kadie's Club Pecos) dove si innamora di Nancy Callahan. Per proteggere lei e le sue colleghe si mette contro una delle famiglie più potenti della città in quanto un loro rampollo (Roark) è un serial killer che vuole imitare le gesta di Jack lo Squartatore. Nel successivo arco narrativo si introduce il detective Dwight McCarthy anche lui infatuato da una femme fatale di nome Ava Lord (tipico topoi narrativo del genere). L'intrepido Dwight si erge a protettore delle prostitute della città vecchia. Come con Marv, la nemesi di Dwight appartiene alla stessa linea di sangue e infatti si tratta di Roark Junior. Nel corso degli anni vengono introdotti molti altri personaggi pur seguendo i canovaggi narrativi del genere, permettendo a Miller di darne la sua personale visione.

### Edizione italiana
In Italia sono state stampate più volte negli anni da numerose case editrici come Star Comics, Comic Art, Play Press, Lexy Editore e Magic Press. Esordì in Italia edito dalla Star Comics nel mensile Hyperion, da novembre 1992 a maggio 1993, con il primo racconto The Hard Goodbye seguito poi dalle successive storie. La Star Comics ha raccolto tali storie in un volume unico includendo anche 18 tavole inedite.
La Magic Press di Roma, fra il 2004 e il 2005, ha pubblicato una ristampa organica e completa dell'opera di Miller, suddivisa in sette volumi analoga a quella originale statunitense.
Per la Lexy, nel 2003, uscì anche il volume The Art of Sin City, uno speciale albo di illustrazioni; la raccolta fu pubblicata senza il permesso della Dark Horse, tuttavia la casa editrice si scusò e onorò in seguito gli impegni economici.
Nel 2012, in vista della futura uscita del secondo capitolo cinematografico, la Magic Press ha iniziato la pubblicazione di una nuova edizione in volumi brossurati della saga, con copertine realizzate ex-novo dall'autore.

## Altri media

### Cinema
(Robert Rodriguez, in un intervista del 2005)
- Sin City (2005), diretto e scritto da Robert Rodriguez e da Frank Miller. Diverse case di produzione cinematografica si avvicinano a Miller per realizzare un adattamento della sua opera a fumetti ma l'autore la definisce infilmabile[11]. Inoltre dopo la sua collaborazione a produzioni hollywoodiane quali Robocop 2 e Robocop 3 è scettico verso gli studios e al trattamento (scorretto) riservato agli autori[11]. La situazione cambia dopo l'incontro con il regista Robert Rodriguez che lo invita al suo ranch per mostrargli un cortometraggio sul fumetto e le tecniche da usare per un fedele adattamento dal punto di vista visivo e stilistico[11]. Inoltre gli offre il ruolo di co-regista e co-sceneggiatore. Miller ne rimane entusiasta e il progetto può quindi prendere vita. Il lungometraggio viene realizzato ai Troublemaker Studios di Austin, casa di produzione fondata da Rodriguez[11]. Per rimanere il più possibile fedele alle tavole del fumetto, l'opera ha un'ambientazione quasi del tutto virtuale. Gli attori interpretano le scene davanti ad uno schermo verde che vengono poi completate con la tecnica Chroma Key aggiungendo in post-produzione scenografie e illuminazioni[11]. Grazie a queste tecniche si è potuto riprodurre un effetto visivo molto simile alle tavole del fumetto a tal punto che lo stesso Miller ne è rimasto impressionato[11]. Il film è diviso in tre episodi che raccontano tre storie dell'opera originale di Miller: Un duro addio, Quel bastardo giallo e Un'abbuffata di morte.
- Sin City - Una donna per cui uccidere (Sin City: A Dame to Kill For, 2014) diretto da Rodriguez e Miller, incentrato sulla storia Una donna per cui uccidere e liberamente ispirato ad altre storie del fumetto tra cui Solo un altro sabato sera, Quella lunga, brutta notte, La grossa sconfitta.[13]

### Televisione
È attualmente in lavorazione una serie TV prodotta dalla Weinstein Company e che porterà il mondo di Sin City sul piccolo schermo.

## Riconoscimenti
- Nel 1993 il volume vince 3 Eisner Awards. The Hard Goodbye è il Best Graphic Album: Reprint ovvero la miglior graphic novel che raccoglie materiale già edito. Miller ottiene il riconoscimento come autore completo (scrittore e disegnatore di una storia) e come miglior artista per un fumetto in bianco e nero.
- Nel 1995 la miniserie Sin City: A Babe to kill for vince l'Eisner come Best Limited-Series ovvero miglior miniserie (non pubblicata regolarmente) a fumetti. Lo stesso anno ottiene il premio come Best Short Story (miglior storia breve) per The Babe Wore Red tratta dalla raccolta The Babe Wore Red and other stories, racconti che definiscono ulteriormente il setting dell'universo di Sin City.
- Nel 1998 vince l'Eisner nella categoria Best Graphic Album: Repint (come nel 1993) per il volume Booze, Broads and Bullets che raccoglie diverse storie singole e autoconclusive ambientate a Sin City.